# Szelągówka (województwo warmińsko-mazurskie)
Szelągówka (niem. Schellongowken, 1938–1945 Schillingshöfen) – wieś w Polsce, w województwie warmińsko-mazurskim, w powiecie mrągowskim, w gminie Sorkwity.
Do 2023 miejscowość była częścią wsi Surmówka.
W latach 1975–1998 Szelągówka administracyjnie należała do województwa olsztyńskiego.